# Samlad bebyggelse
Samlad bebyggelse var ett begrepp inom den äldre plan- och bygglagen (1987:10) (PBL).
Med samlad bebyggelse avsågs områden med tomter som gränsar till varandra eller som åtskiljs endast av vägar eller naturmark och som tillsammans har minst 10 - 20 hus. Detaljplaner förutsätter samlad bebyggelse. Avsaknad av samlad bebyggelse var därför kopplat till den vidgade bygglovsfrihet på landsbygden som angavs i 8 kap 4b § av PBL.
Kommunen anger i regel vilka områden som anses som samlad bebyggelse, till exempel i översiktsplanen.
Ett annat begrepp i PBL var "sammanhållen bebyggelse". Det begreppet har bäring på när bestämmelsen i 2 kapitlet 4 § PBL var tillämplig. En tätort, en by eller en turiststugby eller liknande anläggning utgör sammanhållen bebyggelse. I den nya plan- och bygglag som började gälla 2011 finns också begreppet sammanhållen bebyggelse, men med en något annorlunda betydelse.

## Fotnoter
1. ↑  ”Arkiverade kopian”. Arkiverad från originalet den 2 november 2010. https://web.archive.org/web/20101102070626/https://lagen.nu/1987:10#. Läst 21 april 2009.
2. ↑  ”Arkiverade kopian”. Arkiverad från originalet den 2 november 2010. https://web.archive.org/web/20101102070626/https://lagen.nu/1987:10#K8P4b#K8P4b. Läst 21 april 2009.
3. ↑  ”Arkiverade kopian”. Arkiverad från originalet den 2 november 2010. https://web.archive.org/web/20101102070626/https://lagen.nu/1987:10#K2P4#K2P4. Läst 21 april 2009.
4. ↑  1 kap. 4 § Plan- och bygglagen (2010:900 )